# Tomasz Głogowski
Tomasz Marian Głogowski (Tarnowskie Góry; 30 de Dezembro de 1974 — ) é um político da Polónia. Ele foi eleito para a Sejm em 25 de Setembro de 2005 com 6812 votos em 29 no distrito de Gliwice, candidato pelas listas do partido Platforma Obywatelska.
Ele também foi membro da Sejm 2005-2007, Sejm 2007-2011, Sejm 2011-2015, Sejm 2015-2019, Sejm 2019-2023, Sejm 2023-2027.